# Taksi
Taksi (in russo Такси?; lett. "Taxi") è un singolo della cantante russa Lena Katina, pubblicato il 27 gennaio 2023 come primo estratto dall'EP Maneken.

## Descrizione
Il brano, il cui titolo in russo significa taxi, è stato annunciato dalla cantante il 30 ottobre 2022. Inizialmente previsto per fine novembre, il singolo è uscito ufficialmente il 27 gennaio 2023. 
L'artista ha presentato il brano in anteprima il 3 dicembre 2022 sulla rete televisiva russa Muzyka Pervogo. 
In un'intervista del novembre 2022, Katina ha fatto sapere che il brano è il singolo apripista del nuovo EP della cantante, Maneken, in uscita il 28 aprile 2023.

## Video musicale
Il videoclip del brano, diretto da Konstantin Čerepkov per la SeverVideo, è stato girato a fine ottobre 2022 a Mosca ed è stato successivamente reso disponibile sul canale YouTube della cantante in concomitanza con l'uscita del singolo.
Come riferito dall'artista, la clip è ispirata al film Pulp Fiction di Quentin Tarantino, da cui viene ripresa la misteriosa valigetta. Il video ruota attorno al contenuto ignoto della stessa, che sarà rivelato soltanto alla fine di esso.

## Tracce
Testi e musiche di Danil Ruvinskij, Oleg Saško, S. Kupcov Milk Music e A. Paramonov ViSound.
1. Taksi – 2:54

## Formazione
- Lena Katina – voce
- Danil Ruvinskij – composizione
- Oleg Saško – arrangiamento
- S. Kupcov Milk Music, A. Paramonov ViSound – missaggio